# Joseph Ma Yinglin
Joseph Ma Yinglin (chiń. 馬英林; ur. 22 kwietnia 1965) – chiński duchowny katolicki, arcybiskup metropolita Kunming od 2006.

## Życiorys
Święcenia kapłańskie otrzymał 6 sierpnia 1989.
Wybrany arcybiskupem Kunming. Sakrę biskupią przyjął bez mandatu papieskiego 30 kwietnia 2006. 
22 września 2018 został uznany oficjalnie przez Stolicę Apostolską.